# Brygada Kawalerii „Białystok”
Brygada Kawalerii „Białystok” (BK „Białystok”) – wielka jednostka kawalerii Wojska Polskiego II RP.

## Historia brygady
Brygada została sformowana w lutym 1929 roku. W jej skład włączony został 10 pułk Ułanów Litewskich z XVIII Brygady Kawalerii oraz 1 pułk Ułanów Krechowieckich i 9 pułk strzelców konnych z XI Brygady Kawalerii, a także 14 dywizjon artylerii konnej i szwadron pionierów z 1 Dywizji Kawalerii.
1 kwietnia 1937 roku BK „Białystok” przemianowana została na Podlaską Brygadę Kawalerii. Z jej składu ubył 1 pułk Ułanów Krechowieckich (podporządkowany dowódcy Suwalskiej Brygady Kawalerii), a w jego miejsce włączony został 5 pułk Ułanów Zasławskich z XII Brygady Kawalerii.

## Organizacja pokojowa brygady
- Dowództwo Brygady Kawalerii „Białystok” w Białymstoku
- 1 pułk Ułanów Krechowieckich w Augustowie
- 10 pułk Ułanów Litewskich w Białymstoku
- 9 pułk strzelców konnych w Grajewie
- 14 dywizjon artylerii konnej w Białymstoku
- 1 szwadron pionierów w Białymstoku
- 1 szwadron samochodów pancernych w Białymstoku (przy 10 p.uł.)